# 남해 진씨
남해 진씨(南海陳氏)는 경상남도 남해군을 본관으로 하는 한국의 성씨이다. 시조는 고려에서 예빈사사(禮賓寺事)를 지낸 진우(陳禑)이다.

## 참고 자료
- “남해진씨(南海陳氏)”. 뿌리를 찾아서.[깨진 링크(과거 내용 찾기)]